# Оспри (Флорида)
Оспри (англ. Osprey) — статистически обособленная местность, расположенная в округе Сарасота (штат Флорида, США) с населением в 4143 человека по статистическим данным переписи 2000 года.

## География
По данным Бюро переписи населения США статистически обособленная местность Оспри имеет общую площадь в 15,8 квадратного километра, из которых 14,24 кв. километра занимает земля и 1,55 кв. километра — вода. Площадь водных ресурсов округа составляет 9,81 % от всей его площади.
Статистически обособленная местность Оспри расположена на высоте 3 м над уровнем моря.

## Демография
По данным переписи населения 2000 года в Оспри проживало 4143 человека, 1383 семьи, насчитывалось 1965 домашних хозяйств и 2267 жилых домов. Средняя плотность населения составляла около 262,22 человека на один квадратный километр. Расовый состав населённого пункта распределился следующим образом: 97,59 % белых, 0,19 % — чёрных или афроамериканцев, 0,14 % — коренных американцев, 0,87 % — азиатов, 0,12 % — выходцев с тихоокеанских островов, 0,72 % — представителей смешанных рас, 0,36 % — других народностей. Испаноговорящие составили 1,40 % от всех жителей статистически обособленной местности.
Из 1965 домашних хозяйств в 16,2 % воспитывали детей в возрасте до 18 лет, 62,7 % представляли собой совместно проживающие супружеские пары, в 5,2 % семей женщины проживали без мужей, 29,6 % не имели семей. 25,0 % от общего числа семей на момент переписи жили самостоятельно, при этом 13,5 % составили одинокие пожилые люди в возрасте 65 лет и старше. Средний размер домашнего хозяйства составил 2,11 человек, а средний размер семьи — 2,47 человек.
Население статистически обособленной местности по возрастному диапазону по данным переписи 2000 года распределилось следующим образом: 14,0 % — жители младше 18 лет, 3,2 % — между 18 и 24 годами, 18,0 % — от 25 до 44 лет, 33,3 % — от 45 до 64 лет и 31,5 % — в возрасте 65 лет и старше. Средний возраст жителей составил 54 года. На каждые 100 женщин в Оспри приходилось 94,3 мужчины, при этом на каждые сто женщин 18 лет и старше приходилось 93,4 мужчины также старше 18 лет.
Средний доход на одно домашнее хозяйство статистически обособленной местности составил 55 761 доллар США, а средний доход на одну семью — 73 103 доллара. При этом мужчины имели средний доход в 41 136 долларов США в год против 25 909 долларов среднегодового дохода у женщин. Доход на душу населения статистически обособленной местности составил 55 761 доллар в год. 3,1 % от всего числа семей в населённом пункте и 6,5 % от всей численности населения находилось на момент переписи населения за чертой бедности, при этом 9,1 % из них были моложе 18 лет и 3,2 % — в возрасте 65 лет и старше.